# Heinrich I. (Nassau-Beilstein)
Heinrich I. von Nassau-Beilstein (* 11. Juni 1323; † zwischen dem 28. Oktober 1378 und 24. Februar 1380) war 1343 bis 1378/80 der erste Graf von Nassau-Beilstein.

## Leben
Heinrich war der jüngere Sohn des Grafen Heinrich I. von Nassau-Siegen und der Adelheid von Heinsberg und Blankenburg. Ursprünglich für die geistliche Laufbahn bestimmt, war er Kanoniker in Köln, Koblenz und schließlich Dompropst in Speyer. Als die Ehe seines älteren Bruders Otto kinderlos blieb, wandte Heinrich sich jedoch dem Laienstand zu. Mit seinem Bruder schloss er 1336 einen Teilungsvertrag über die Grafschaft Nassau-Dillenburg.
Im Jahr 1339 vermählte sich Heinrich, gegen den Willen seines Vaters und Bruders, mit Meyna (Imagina) von Westerburg, einer Tochter Siegfrieds von Westerburg († 1315). Aufgrund der Ehe kam es zum Streit zwischen den Brüdern. Otto schloss ein Bündnis mit Landgraf Hermann I. von Hessen gegen Heinrich. Auf Vermittlung von Gerlach I. von Nassau und Dietrich von Loon konnte eine Einigung erzielt werden.  
Als Heinrich I. von Nassau-Siegen 1343 starb, wurde die Grafschaft Nassau-Siegen unter seinen beiden Söhnen aufgeteilt. Hierbei wurden die Verträge von 1336 und 1339 zugrunde gelegt. Der jüngere, Heinrich, erhielt Beilstein, Mengerskirchen, Burg Eigenberg, Liebenscheid und die Herrschaft zum Westerwald. Er wurde zum Begründer der bis 1561 bestehenden Linie Nassau-Beilstein. Sein älterer Bruder Otto erhielt den deutlich größeren Teil der Grafschaft mit Siegen, Dillenburg, Haiger sowie Löhnberg und wurde Stammvater der Linie Nassau-Dillenburg.
Heinrich residierte überwiegend auf der Burg Beilstein. Die relativ kleine Herrschaft bot Heinrich nur geringe Einkünfte. Bereits 1344 musste er die Burg Liebenscheid an die Herren von Haiger verpfänden. Zahlreiche weitere Verpfändungen folgten.
Er war Parteigänger von König Ludwig der Bayer. Dieser gestattete ihm die Zollerhebung auf dem Westerwald. Heinrich zog die Zölle zunächst in Limburg und später in Hachenburg ein. In der Stadt Köln galt er als übler Raubritter. Es gelang ihm jedoch, eine Fehde mit der Stadt Köln zu vermeiden.
Für Liebenscheid erhielt Heinrich 1360 Stadtrechte, es gelang ihm jedoch nicht, den Ort zu einer Stadt zu entwickeln. Noch zu Lebzeiten beteiligte er seine beiden Söhne Heinrich und Reinhard an der Regierung seiner Grafschaft. Nach seinem Tod 1378/80 teilten sie diese. Heinrich erhielt Beilstein und Mengerskirchen, Reinhard erhielt Liebenscheid.

## Familie
Heinrich heiratete 1339 Meyna (Imagina) von Westerburg († um 1380). Das Paar hatte drei Kinder:
- Adelheid († 1365) ⚭ Heinrich von Kronberg
- Heinrich II., Graf von Nassau-Beilstein (* 1374; † nach 1412) ⚭ Katharina von Randerode
- Reinhard (* 1377; † vor 1414/18)[1]